# Max Schlenker
Max Martin Schlenker (* 8. September 1883 in Schwenningen; † 14. Februar 1967 in Königsfeld im Schwarzwald) war ein deutscher Jurist, der als Syndikus in der Schwerindustrie des Ruhrgebiets wirkte.

## Leben
Schlenker war der Sohn eines Glasermeisters und Uhrenfabrikanten und besuchte die Realschule in Rottweil. Nach einem Jahr Ausbildung bei einer Bank studierte er an der Eberhard Karls Universität Tübingen und an der Friedrichs-Universität Halle. Er wurde Mitglied der Landsmannschaft Ghibellinia Tübingen an und der Landsmannschaft Pomerania Halle. Mit seiner Dissertation Die Schwarzwälder Uhren-Industrie und insbesondere die Uhren-Industrie auf dem Württembergischen Schwarzwald wurde er 1904 bei Gustav von Schönberg zum Doktor der Staatswissenschaften promoviert. Zwischen 1905 und 1907 arbeitete er bei der Handelskammer zu Osnabrück. Danach war er bis 1909 Syndikus der Handelskammer zu Arnsberg. In derselben Funktion wechselte er nach Chemnitz und 1913 nach Saarbrücken. Dort war er auch bis 1925 Generalsekretär der Wirtschaftlichen Vereine des Saargebiets. Unterbrochen wurde seine berufliche Tätigkeit durch die Teilnahme am Ersten Weltkrieg. Auf der Hauptversammlung der Eisenhütte Südwest forderte er im Februar 1914, dass man wie Frankreich als „Bankier der Welt“ noch viel mehr als bisher in die Lage kommen müsse „Deutschland als Geldmacht einzusetzen für Deutschland als Weltmacht“.
Ab dem 1. April 1925 war er erster Geschäftsführer des Vereins zur Wahrung der gemeinsamen wirtschaftlichen Interessen in Rheinland und Westfalen, dem so genannten Langnam-Verein, sowie der Arbeitgeberorganisation der Nordwestlichen Gruppe des Vereins Deutscher Eisen- und Stahlindustrieller mit Sitz in Düsseldorf. Daneben gehörte er weiteren kulturellen und wirtschaftlichen Organisationen an. Seit 1929 war er Ehrenbürger der Westfälischen Wilhelms-Universität Münster. Er setzte sich für eine mitteleuropäische Wirtschaftsgemeinschaft und eine europäische Zollunion unter deutscher Führung ein. Im Zusammenhang mit dem Ruhreisenstreit sprach er sich für ein hartes Vorgehen der Unternehmen aus. Bereits früh hatte er Kontakt zum nationalsozialistischen Wirtschaftsbeauftragten Wilhelm Keppler. Im Jahr 1930 sprach er sich für eine ständische Organisation der Wirtschaft aus. Dabei ging es ihm nicht um Aufgabe von Machtpositionen der Industrie, sondern vielmehr um den Ersatz parlamentarischer Institutionen durch die Repräsentation von Verbandsinteressen. Er sprach sich dabei für eine Orientierung am faschistischen Italien aus. In den Jahren der Weltwirtschaftskrise befürwortete er autoritäre Notstandsdiktaturen. Am 11. Oktober 1931 nahm er an der Harzburger Tagung der „nationalen Opposition“ gegen die Weimarer Republik teil. Trotz seiner Nähe zu autoritären Positionen erklärte ihn die regionale Gauleitung nach der Machtübernahme durch die Nationalsozialisten 1933 für politisch untragbar, und er musste zusammen mit Fritz Springorum seine Verbandsämter niederlegen. Danach war er Vorstandsmitglied der Deutsche Verkehrs-Kredit-Bank AG und Geschäftsführer des Wirtschaftlichen Verbands Düsseldorf. Ab 1939 nahm er am Zweiten Weltkrieg teil. Um 1941 war er Aufsichtsratsvorsitzender der Maschinenfabrik Weingarten AG.